# Spilosoma intercissa
Spilosoma intercissa là một loài bướm đêm thuộc phân họ Arctiinae, họ Erebidae.